# 搖滾少女
《摇滚少女!!》（英語：SHOW BY ROCK!!）是三麗鷗旗下一個以樂隊為主題的人物企劃，簡稱為「SB69」。其後由Geechs開發成為手機遊戲，並先後於2013年及2014年在iOS及Android平台上發行。
第一版為單指可操作的音樂遊戲，不時會有不同的效果去阻礙玩家。初期就有14組樂隊，而最後一組在達成招待12個友人後開放。一首歌會消耗一顆愛心(ハート)，每20分鐘會回復一個愛心。隨著故事進度，會開放新的歌曲數。每組樂隊有三首歌，每首歌有四個難度，第三場的HARD難度固定為BOSS戰。每組樂隊也有自己的故事，故事台詞會鮮明地帶出角色個性。後來因為遊戲譜面太簡單和特效太容易而被誤解為BUG，於是在第二版完全改變了「單指可操作」這種遊戲方法。
第二版開始改成三行落下式的音樂遊戲，但判定仍比其他音遊寬鬆。除此以外基本保留了遊戲特色，樂隊亦新增不少。
第三版加入了「我的房間」系統，玩家可以布置自己的房間，房間中的道具會影響遊戲分數。每一張UR卡會多送一個可布置在房間的娃娃和海報，從第二版繼承的UR卡也有同樣的道具。同時此版本取消了「故事模式」，改為單純選擇樂隊的模式。角色人數正式超過200名。旧版游戏已于2019年12月26日停止运营，新作“SHOW BY ROCK!! Fes A Live”于2020年3月12日上线。
2014年9月，在「SANRIO EXPO 2014」發表會中宣佈遊戲會被電視動畫化，並定位為深夜動畫，而劇情則為原創。第一季於2015年4月至6月播放。短篇動畫《Show By Rock!! Short!!》於2016年7月至10月播放。第二季《SHOW BY ROCK!!#》於同年10月至12月播放。2019年11月，官方宣佈新作《SHOW BY ROCK!! Mashumairesh!!》於2020年1月開始播放。

## 概要
2012年，人物正式亮相。
登場人物被稱為「Myumon」，他們的外表像獸人，但與一般的人類不同，他們是二頭身角色。三麗鷗品牌授權部的主管佐佐木章人表示，此遊戲的藝術風格與三麗鷗的一貫作風有所不同的原因是遊戲是以年輕男性為目標。遊戲的舞台是一個名為「MIDICITY」的音樂都市。
遊戲的宣傳語為「Gonna be a music millionaire!」，意為「成為音樂界的百萬富翁」。
在2015年的三麗鷗人物大獎上，Plasmagica獲得第6名，而ShingancrimsonZ獲得第2名。

## 故事簡介
遊戲：喜歡哥特蘿莉的貓女希安得到了路過的音樂事務所社長有栖川Maple的賞識，並與優等生兔女秋秋、網路極客蕾朵莉與羊女摩亞三人相遇，其後更組成了名為「Plasmagica」的女子樂團組合，目標是成為世界最有名的樂團。
動畫：平凡且稍微内向的女高中生聖川詩杏，在玩著音樂遊戲《SHOW BY ROCK!!》時，因使用了不可思議的道具而被吸入遊戲世界，並以遊戲中的女子樂隊「Plasmagica」成員希安的身份作樂隊出道。在感到困惑的同時，她也在通過音樂而成長著。

## 登場人物及樂隊
※聲優順序為遊戲版的歌唱者及網路動畫版／電視動畫版，無特別註明則為電視動畫版。

### 光屬性

#### Plasmagica
日文為。中文有翻譯為:「魔力電球」。本作主打的女子樂隊，BRR所屬。在遊戲中是以希安為中心所組成，電視動畫版則是希安（詩杏）加入了原為三人的樂隊。
希安（聲：稻川英里；（港）楊婉潼）
本作女主角，喜歡哥特蘿莉的貓族女孩。擔任樂隊的主音及吉他手。使用的樂器名為「草莓之心」（Strawberry Heart）。
聖川詩杏（聲：稻川英里；（港）楊婉潼）
動畫版原創角色，生活於現實世界的少女。因擁有高超的吉他技巧而被達加·莫爾斯選中，召喚至遊戲中的世界「Sound World」，但由於感激之王的介入而未讓達加得逞。在得到傳說中的吉他「草莓之心」後，意外地打敗了「黑暗怪獸」，而被有栖川看上。後來以「希安」的身份在樂隊出道，且成為了主音之一。害羞時會無意地說出「喵」並舌頭打結。
秋秋（聲：上坂堇；（港）黃紫嫻）
兔族的少女，擔任樂隊的主音之一及吉他手。在樂隊中是如同隊長的存在。使用的樂器名為「Antique Batman」。
動畫設定為腹黑屬性的女生，是團隊中最能信賴的人。為了成名而加入樂隊，本來打算在達成目標後離開所屬樂隊，後來被達加看穿加以利用。
蕾朵莉（聲：喜多村英梨／沼倉愛美；（港）王慧珠）
狗族的少女，擔任樂隊的主音及貝斯手。使用的樂器名為「Blue Station」。被官方稱為希安黨代表。
動畫中是一個生性害羞，且不善於與人交談的御宅，後來為了結交朋友而加入樂隊。把希安當成朋友，經常在她不經意地說出「喵」而感到害羞的時候拿出手機來連拍。得知希安有一天會離開後，曾一度與她反目。是「徒然」的忠實粉絲。
摩亞（聲：佐倉綾音；（港）朱婉雯）
宇宙羊族的少女，擔任樂隊的主音及鼓手。使用的樂器名為「Super Cosmo」。
動畫版內並沒有向其他人表示自己的身份，在希安和蕾朵莉和好後才決定表明自己的身份。於官方推出的短篇動畫中，曾一度為賺取生活費，剪下自己可快速再生的羊毛來賣。

#### Baiganba V
日文為。以戰隊英雄為主題的樂隊，所有成員平日都在大型樂器連鎖店「Revolution樂器」擔任店員，一到週末就會舉辦類似英雄秀的LIVE。
Bai Red（聲：高橋剛；（港））
新員工，在吉他賣場工作。擔任樂隊的主音及吉他手。
Bai Blue
成績優秀的頂尖銷售員。擔任樂隊的吉他手。
Bai Green
40多歲的資深員工，非常善於維護樂器。擔任樂隊的鼓手。
Bai Yellow
豹族的員工，在營業1課取得優異的銷售成績。擔任樂隊的貝斯手。
Bai Pink
兼職店員，在鍵盤、鋼琴賣場工作。擔任樂隊的鍵盤手及主音。

#### Criticrista
日文為。中文有翻譯為:「致命水晶」。由聖MIDI女學園中等部特殊藝能專攻學科的學生會成員組成的偶像樂隊，每個成員各自以撲克牌花色作為主題。電視動畫版第一季是uvm所屬，第二季起為BRR所屬。
羅齊亞（聲：日高里菜；（港）陳凱婷）
PURI貓族，主題為「紅心」，學生會書記及會計。擔任樂隊的主音及結他手。
月乃（聲：茅野愛衣）
月熊（亞洲黑熊）族，主題為「黑桃」，學生會美化委員。擔任樂隊的主音及鍵盤手。
霍爾米（聲：五十嵐裕美；（港）何凱怡）
霍爾斯坦牛族，主題是「方塊」，學生會會長。擔任樂隊的主音及貝斯手。
賈桂林（聲：村川梨衣；（港）朱婉雯）
蝌蚪族，主題是「梅花」，學生會副會長。擔任樂隊的主音及鼓手。

### 闇屬性

#### ShingancrimsonZ
日文為。中文有翻譯為:「深紅心眼Z」。淘氣系視覺搖滾樂隊，次於Plasmagica的準主角，和Plasmagica一樣是BRR所屬。稱粉絲為「家畜」。
克羅（聲：谷山紀章；（港）陳健豪）
生日:9月6日，身高 165公分
喜歡的東西:牛奶、家畜，討厭的東西、不擅長的東西:寒冷
刺蝟族的男性，擔任樂隊的主音及結他手，使用的樂器名為「Red Tomahawk」。
老家是酪農家，因此非常喜歡牛奶和家畜，動畫中很崇拜「感激之王」（グレイトフルキング）。
毫無畏懼地對于「本大爺是世界第一帥氣又受人歡迎的」這件事深信不疑。主唱風格雖然粗獷，卻有著能讓聽者為之戰傈的銳利。
在樂隊成員之中是最矮的。
艾伊恩（聲：柳田淳一／內山昂輝；（港）袁德基）
生日:2月10日，身高: 192公分
喜歡的東西:黑、暗、神，討厭的東西、不擅長的東西:外出
獅族的男性，擔任樂隊的結他手。使用的樂器名為「Holy Arc」。是 BUD VIRGIN LOGIC 裡愛蓮的哥哥。
舉止詭異，無法決定POSE，也無法順利地練習饒舌，但卻是個超級帥哥。在現場演出中展現的天才般的吉他技藝似乎吸引了很多女性冬粉。
在樂隊成員之中是最高的。
劍刃（聲：市來光弘／柿原徹也；（港）簡懷甄）
生日:8月18日，身高 174公分
喜歡的東西:龍劍傳，討厭、不擅長的東西:時髦
狐族的男性，經常戴著眼鏡，擔任樂隊的貝斯手。使用的樂器名為「龍劍傳」。
十分重視搖滾魂和武士道。
自稱習得了「龍狐無想神威流」貝斯技術超一流。
洛姆（聲：丹澤晃之／細谷佳正；（港）張振熙）
生日:6月6日，身高 186公分
喜歡的東西:演唱會、樂隊，討厭的東西、不擅長的東西:熱賣品、背叛
豹族的男性，擔任樂隊的隊長及鼓手。使用的樂器名為「Skull Jaguar」。
曾與修☆造是同一樂隊成員，至今仍以修☆造當時的名字「愁」稱呼他。
比起動嘴會先出拳的火熱性格，是統領成員們的隊長。
同時進行著公司職員的工作和樂隊的活動。

#### Alice Beans
日文為。出身Bean City，在AkibarnStreet進行活動的地下偶像樂隊。商業搭配樂隊為愛麗絲十番。
杏奈絲琵爾
貓貓殭屍族，以為原型。擔任樂隊的主音。
麻美蘿姬
兔兔殭屍族，以藤崎麻美為原型。擔任樂隊的吉他手。
花音貝莉爾
猴猴殭屍族，以為原型。擔任樂隊的鍵盤手。
麻里絲琵拉
鳥鳥殭屍族，以為原型。擔任樂隊的貝斯手。
愛夢琳
狗狗殭屍族，以早瀨愛夢為原型。擔任樂隊的鼓手。

#### BUD VIRGIN LOGIC
日文讀音為。所屬不明、目的不明、真實身份不明，充滿謎團的三人組女子樂隊。
愛蓮（聲：野口瑠璃子；（港）陳雪瑩）
王獅族，擔任樂隊的主音及吉他手。艾伊恩的妹妹。
珮珮因（聲：田中愛美；（港）陳頴琪）
闇麒麟族，擔任樂隊的貝斯手。
韓朵蕾柯（聲：木戶衣吹；（港）何凱怡）
白虎系統Myumoroid，擔任樂隊的鼓手。

### 火屬性

#### Stud Bangash
日文為。兼具帥氣與可愛的人氣女子樂隊，A-MOX所屬。所有成員都是熱帶莽原系的種族。
琪蒂（歌：林沙織）
獵豹族，擔任樂隊的主音及吉他手，是樂隊的領導。
萊娜
獅子族，擔任樂隊的貝斯手。
潔布莉娜
斑馬族，擔任樂隊的鍵盤手。
菲奈莉
耳廓狐族，擔任樂隊的鼓手，是年紀最小的成員。

#### 忍迅雷音
日文讀音為。由四名來自未來的忍者組成的樂隊，尋找著遺失的卷軸。總是神出鬼沒，未與事務所簽約。
嵐（聲：廣瀨直也；（港）袁德基）
柴犬族的未來忍者，擔任樂隊的主音及吉他手。
朧（聲：（港）簡懷甄）
寡言而冷靜沉著的鬼族未來忍者，擔任樂隊的吉他手。
燐（聲：（港）陳雪瑩）
狐狸族的未來女忍，擔任樂隊的貝斯手。
神威（聲：最上嗣生；（港）羅偉亮）
來自未來的機械忍者，擔任樂隊的鼓手。

#### 徒然操縱的霧幻庵
日文為，讀作。阿與吽是自極東之國而來的修行者，在修行途中與不倒太夫相遇並拜其為師。三人皆是女性，以MIDICITY東地區的寺院為據點。
（聲：Salia／早見沙織；（港）陳雪瑩）
柴犬族，擔任樂隊的主音及結他手（三味線）。成長於極東之國的武家，與吽是兒時玩伴。
吽（聲：松井惠理子；（港）何凱怡）
擔任樂隊的貝斯手（三味線）。成長於極東之國的樂器製造商家，與阿是兒時玩伴。
不倒太夫（聲：潘惠美；（港）陳凱婷）
擔任樂隊的鼓手（鼓）。阿及吽的師父，花魁樣貌的本人處在不倒翁之中，年齡是三位數。

#### 為死所惑亂
日文為，原意是指「連死都不怕地拚命努力」。以妖怪街為根據地舉辦街頭LIVE，由妖怪族組成的樂隊，所有成員自幼即認識。
真梨真梨（聲：植田真梨惠／北原知奈；（港）何凱怡）
座敷童族，擔任樂隊的主音及吉他手。
德拉德拉
德古拉族，擔任樂隊的吉他手。
縫縫補補（聲：河崎奈月；（港））
餘布妖怪族，擔任樂隊的鍵盤手。
猛猛
雪男族，擔任樂隊的貝斯手。
嚼嚼
金平糖妖怪族，擔任樂隊的鼓手。

### 水屬性

#### 雫Secret Mind
日文為。獨立樂隊，所有成員皆出身水之都，是音樂學校的同學，並兼職賣礦泉水。
溫蒂（聲：Chihiro／安野希世乃；（港）何凱怡）
水精靈族，擔任樂隊的主音。
柯莉恩特（聲：小笠原早紀；（港）陳凱婷）
水兔族，擔任樂隊的吉他手。
Turtle B·I·G
烏龜族，樂隊唯一的男性，擔任樂隊的作曲及貝斯手。
泡沫沫（聲：古木望；（港））
泡沫族，擔任樂隊的鼓手。

#### Gauga Strikes
日文為。以ShibuValley為活動中心，全員的UR型態依然保有很高的Myumon要素。商業搭配樂隊為Kafuka。
金塔羅斯（聲：金子航太／野島裕史；（港））
狼族，以金子航太為原型。擔任樂隊的主音及吉他手。
德揚（聲：霜月紫；（港））
惡魔族，以吉見直哉為原型。擔任樂隊的貝斯手。
大自然（聲：佐佐木義人；（港）羅偉亮）
山族，以藤井大志為原型。擔任樂隊的鼓手。
宇宙浦（聲：潘惠美；（港）陳頴琪）
宇宙水獺族，以三浦宇宙為原型。擔任樂隊的吉他手。

#### ARCAREAFACT
日文讀音為。自Judas出道的新人樂隊，稱粉絲為「黃金工藝品」。
奇坦（聲：小林裕介；（港）簡懷甄）
藍色獨角獸族的男性，擔任樂隊的鋼琴手及主音。
歐利翁（聲：八代拓；（港）袁德基）
G野牛族的男性，擔任樂隊的小提琴手，是樂隊的領導。
賽連（聲：筆村榮心；（港）張振熙）
爽朗羔羊族的男性，擔任樂隊的貝斯手。
阿爾岡（聲：澤城千春；（港）楊智聰）
音速瞪羚族的男性，擔任樂隊的鼓手。

### 木屬性

#### Trichronika
日文為。MIDICITY目前最受歡迎的三人組偶像樂隊，超大型事務所Judas所屬，稱粉絲為「夢銀河旅人」（YGT）。
修☆造（聲：粕谷大介／宮野真守；（港）張振熙）
擔任樂隊的隊長、主音及結他手。使用的樂器名為「黃金機械式時計」。外表亮麗且擁有出眾的歌唱能力，受到女性粉絲極大的支持。
過去與洛姆同屬視覺系樂隊「Amatelast」，當時的名字是「愁」。
海（聲：逢坂良太；（港）簡懷甄）
陸的雙胞胎哥哥，擔任樂隊的鼓手。
陸（聲：村瀨步；（港）何凱怡）
海的雙胞胎弟弟，擔任樂隊的貝斯手（低音提琴）。

#### 傳說中的花瓣
日文為。縣立月里村高中輕音同好會所屬的學生樂隊，目前在鄉下以學園祭為中心進行活動，已經有許多事務所想與他們簽約。
柴犬琳（聲：LUNA／高野麻里佳；（港）陳雪瑩）
柴犬族的女性，擔任樂隊的主音及吉他手，是樂隊的領導。
波可繪（聲：小池萬瑠美；（港）何凱怡）
狸貓族的女性，擔任樂隊的鍵盤手。
狐村（聲：古木望；（港）陳凱婷）
狐狸族的女性，擔任樂隊的鼓手。
果君（聲：高坂知也；（港）張振熙）
果子狸族的男性，擔任樂隊的貝斯手。

#### Dolly Dolci
日文為。老牌唱片公司所屬的人氣女子樂隊，喜歡且相當善於製作點心。歌詞和曲調基本上就像點心一樣甜，夢想是有一天要開設能夠享受音樂和甜點的咖啡廳。
糖果兔子（聲：不明／佐佐木未來；（港）陳雪瑩）
甜食兔族，擔任樂隊的主音，是樂隊的領導。
巧克松鼠
甜食松鼠族，擔任樂隊的吉他手。
奶油泰迪
甜食熊族，擔任樂隊的貝斯手。
豬馬卡龍（聲：千葉泉；（港）何凱怡）
甜食豬族，擔任樂隊的鼓手。是YGT。

### 其他角色
有栖川Maple（聲：上田祐司；（港）楊智聰）
弱小的音樂事務所「BANDED ROCKING RECORDS」（BRR）的社長。
安潔莉卡（聲：清水理沙；（港）陳雪瑩）
動畫版原創角色。BRR社員，Maple的秘書兼Plasmagica和ShingancrimsonZ的經紀人。右眼被眼罩遮覆。
草莓之心（Strawberry Heart，聲：吉野裕行；（港）袁德基）
希安的粉紅色電吉他。希安以「Berry先生」稱之。
感激之王（Grateful King，聲：吉野裕行；（港）袁德基）
動畫版原創角色。憑附在草莓之心上的傳說中的吉他手。
達加·莫爾斯（聲：黑田崇矢；（港）羅偉亮）
動畫版原創角色。「unicorn virtual music」（uvm）社長。動畫第一季的黑幕，並於第二季復出。
小笠原（聲：佐佐木義人；（港））
動畫版原創角色。uvm社員，原Criticrista的經紀人。給予傳說中的花瓣「Grateful Rock Festival」的門票。動畫第二季擔任傳說中的花瓣的經紀人。
薇多莉亞絲（聲：澤城美雪；（港）陳凱婷）
動畫第二季登場的角色。闇之女王。
老爺（聲：麻生智久；（港）羅偉亮）
歐利翁的管家。

## 電視動畫

### 製作人員
- 原作：三麗鷗
- 監督：池添隆博
- 系列構成：待田堂子
- 人物設定：大城勝
- 副人物設定、道具設定：
- 概念、機械設定：片貝文洋
- 主動畫師：永作友克
- 色彩設計：中尾總子
- 美術設定：小倉奈緒美
- 美術監督：熊野
- 攝影監督：神林剛
- CG監督：佐佐木涼
- 編輯：坂本久美子
- 音響監督：三間雅文（第一季、第二季）、中嶋聰彥（Short!!）
- 音響效果：倉橋静男
- 音樂：高梨康治、Funta7、Rega Sound
- 音樂制作：波麗佳音
- 音樂監製：高畑裕一郎
- 監製：安藤盛治、鹽谷尚史、松岡貴德、高橋卓也、町田雄史、飯塚壽雄、細田成樹、買場道雄，榎本香菜、森口健（第一季）；吉沼忍、太田慎也、土屋孝之、青木繪理子（第二季）
- 動畫監製：渡邊
- 動畫制作：BONES
- 製作：SHOWBYROCK!!製作委員會（第一季）、SHOWBYROCK!!製作委員會#（第二季）

### 主題曲
括號內為實際創作者。
第一季
片頭曲
作詞、作曲：希安（作詞、作曲、編曲：RegaSound），主唱：Plasmagica
第1話播放版本為，第12話用作插曲。
片尾曲「Have a nice MUSIC!!」（第1－11話）
作詞：蕾朵莉，作曲：摩亞（作詞：高瀨愛虹，作曲：no_my），主唱：Plasmagica
插曲
（第一季第1、11話，第二季第4話）
作詞、作曲：修☆造（作詞：山口優，作曲：谷口尚久，編曲：藤本功一），主唱：Trichronika
「Falling Roses」（第2、5話）
作詞：克羅，作曲：艾伊恩（作詞、作曲、編曲：Machigerita），主唱：ShingancrimsonZ
（第3、12話）
作詞、作曲：秋秋（作詞：瀨名惠，作曲：RegaSound，編曲：Leda），主唱：Plasmagica
（第3、9話）
作詞：羅齊亞、霍爾米、賈桂林，作曲：月乃（作詞、作曲：遠藤直彌，編曲：中西亮輔），主唱：Criticrista
（第4、11話）
作詞：，作曲：吽（作詞：仰木日向，作曲、編曲：伊藤翼），言語規劃：不倒太夫，主唱：徒然操縱的霧幻庵
（第一季第6、9、10、12話，第二季第1話）
作詞、作曲、主唱：Plasmagica（作詞、作曲、編曲：RegaSound）
第6話播放版本為。
（第7、11話）
作詞：克羅，作曲：艾伊恩（作詞：Machigerita，作曲、編曲：eba/Main），主唱：ShingancrimsonZ
Short!!
主題曲
作詞：高瀨愛虹，作曲：no_my，編曲：，主唱：Plasmagica
插曲
（第1話）
作詞、作曲、編曲：Rega Sound，主唱：Plasmagica
（第1、3、8、11話）
作詞、作曲、編曲：，主唱：Criticrista
「Break up all this World」（第2、7話）
作詞、作曲、編曲：Rega Sound，主唱：ShingancrimsonZ
（第4、6、10話）
作詞、作曲、編曲：Yocke，主唱：徒然操縱的霧幻庵
（第5、7、9、12話）
作詞：藤本功一、宮川彈，作曲、編曲：藤本功一，主唱：Trichronika
（第10話）
作詞：仰木日向，作曲、編曲：伊藤翼，主唱：徒然操縱的霧幻庵
第二季
片頭曲
作詞、作曲：希安（作詞、作曲、編曲：RegaSound），主唱：Plasmagica
第1話未使用。
片尾曲「My Song is YOU !!」
作詞：蕾朵莉，作曲：摩亞（作詞：高瀨愛虹，作曲：no_my，編曲：Funta7），主唱：Plasmagica
插曲
（第1、5話）
作詞：克羅，作曲：艾伊恩（作詞、作曲、編曲：Rega Sound、高畑裕一郎），主唱：ShingancrimsonZ
（第1、5話）
作詞、作曲：爱莲（作詞、作曲、編曲：Machigerita、松岡貴德），主唱：BUD VIRGIN LOGIC
（第2話）
作詞：秋秋、蕾朵莉、摩亞，作曲：秋秋（作詞、作曲、編曲：高瀨愛虹、no_my、Rega Sound、高畑裕一郎），主唱：Plasmagica
（第3、4話）
作詞：羅齊亞、霍爾米、賈桂林，作曲：月乃（作詞、作曲、編曲：、mo2、松岡貴德），主唱：Criticrista
（第4話）
作詞、作曲：修☆造（作詞：藤本功一、宮川彈，作曲、編曲：藤本功一），主唱：Trichronika
（第5、8話）
作詞、作曲：奇坦（作詞、作曲、編曲：RegaSound），主唱：ARCAREAFACT
「Cadenza」（第6話）
作詞、作曲：愁（作詞、作曲、編曲：Leda），主唱：Amatelast
（第7話）
作詞：，作曲：吽，編曲：不倒太夫（作詞：仰木日向，作曲、編曲：伊藤翼），主唱：徒然操縱的霧幻庵
「Re:Climb」（第8話）
作詞：克羅、艾伊恩、劍刃，作曲：艾伊恩（作詞、作曲、編曲：RegaSound），主唱：ShingancrimsonZ
（第9話）
作詞、作曲：愛蓮（作詞、作曲、編曲：Machigerita），主唱：BUD VIRGIN LOGIC
（第9話）
作詞：Plasmagica，作曲：希安（作詞：瀨名惠，作曲、編曲：Leda），主唱：Plasmagica
「My Resolution～～（TV Special edit.）」（第12話）
作詞、作曲：Plasmagica、ShingancrimsonZ、Trichronika、Criticrista（作詞、作曲、編曲：RegaSound）
主唱：Plasmagica、ShingancrimsonZ、Trichronika、Criticrista、徒然操縱的霧幻庵
「Close to you（詩杏 ver.）」（第12話）
作詞、作曲：聖川詩杏（作詞：瀨名惠，作曲：8STYLE，編曲：RegaSound），主唱：聖川詩杏

### 各話列表
| 話數     | 日文標題            | 中文標題                                            | 劇本     | 分鏡              | 演出              | 作畫監督                                                                               |
| 第一季   | 第一季              | 第一季                                              | 第一季   | 第一季            | 第一季            | 第一季                                                                                 |
| -------- | ------------------- | --------------------------------------------------- | -------- | ----------------- | ----------------- | -------------------------------------------------------------------------------------- |
| track-01 | Have a nice MUSIC!! | Have a nice MUSIC!!                                 | 待田堂子 | 池添隆博          | 山岸大悟          | 大城勝                                                                                 |
| track-02 |                     | 我們用深紅色的心眼（以下略）                        | 待田堂子 | 池添隆博          | 清水一伸          | 吉田巧介                                                                               |
| track-03 |                     | Yes!偶像♡宣言                                       | 待田堂子 | 池添隆博          | 鳥井聖美          | 橋本千繪                                                                               |
| track-04 |                     | 旅路宵醉梦花火                                      | 待田堂子 | 池添隆博          | 宮原秀二          | 德岡紘平                                                                               |
| track-05 |                     | 迷宮DESTINY                                         | 待田堂子 | 池添隆博          | 塚田拓郎          | 竹内旭、大城勝                                                                         |
| track-06 |                     | 心跳!?是泳装满载的海边合宿♡哦♪                      | 待田堂子 | 五十嵐卓哉        | 山岸大悟          | 新井伸浩、諏訪真弘                                                                     |
| track-07 |                     | 妖怪Street                                          | 待田堂子 | 池添隆博          | 清水一伸          | 吉田巧介                                                                               |
| track-08 |                     | Crimson quartet -深紅四重奏-                        | 待田堂子 |                   | 宮原秀二          | 德岡紘平、菅野宏紀                                                                     |
| track-09 |                     | 流星Dream Line                                      | 待田堂子 | 池添隆博          | 山岸大悟          | 竹内旭、大城勝、西島翔平 大城勝（總）                                                  |
| track-10 |                     | 心口不一的Rhapsody                                  | 待田堂子 | 森健              | 塚田拓郎          | 新井伸浩、永作友克                                                                     |
| track-11 |                     | Greatful Rock Fes                                   | 待田堂子 | 池添隆博          | 野亦則行          | 菅野宏紀、德岡紘平                                                                     |
| track-12 |                     | 青春Non-Stop!                                       | 待田堂子 | 池添隆博          | 山岸大悟 池添隆博 | 大城勝、永作友克、竹内旭                                                               |
| Short!!  |                     |                                                     |          |                   |                   |                                                                                        |
| #01      |                     | 解子的嚕嚕嚕房間♡                                   | 待田堂子 | 池添隆博          | 池添隆博          | 永作友克                                                                               |
| #02      |                     | 投入！把我们的紅蓮之炎融入白球（以下略）            | 待田堂子 | 池添隆博          | 池添隆博          | 永作友克                                                                               |
| #03      |                     | 「解子的嚕嚕嚕房間♡」（Criticrista篇）              | 待田堂子 | 池添隆博          | 池添隆博          | 永作友克                                                                               |
| #04      |                     | 竹马之友                                            | 待田堂子 | 池添隆博          | 池添隆博          | 永作友克                                                                               |
| #05      |                     | 「解子的嚕嚕嚕房間♡」（Trichronika篇）              | 待田堂子 | 池添隆博          | 池添隆博          | 永作友克                                                                               |
| #06      |                     | 命中注定的邂逅                                      | 待田堂子 | 池添隆博          | 池添隆博          | 永作友克                                                                               |
| #07      |                     | 「解子的嚕嚕嚕房間♡」（ShingancrimsonZ篇）          | 待田堂子 | 池添隆博          | 池添隆博          | 永作友克                                                                               |
| #08      |                     | SPA RESORT MIDICIANS 广告拍摄花絮                   | 待田堂子 | 池添隆博          | 池添隆博          | 永作友克                                                                               |
| #09      |                     | 修☆造的梦银河☆超级☆舞蹈教室                         | 待田堂子 | 池添隆博          | 池添隆博          | 永作友克                                                                               |
| #10      |                     | 「解子的嚕嚕嚕房間♡」（徒然操纵的雾幻庵篇）         | 待田堂子 | 池添隆博          | 池添隆博          | 永作友克                                                                               |
| #11      |                     | 圣MIDI女子学园中等部 卖萌学讲座                     | 待田堂子 | 池添隆博          | 池添隆博          | 永作友克                                                                               |
| #12      |                     | MIDI-BOP 涂鸦高校                                   | 待田堂子 | 池添隆博          | 池添隆博          | 永作友克                                                                               |
| 第二季   |                     |                                                     |          |                   |                   |                                                                                        |
| track-01 |                     | 旋律-Schlehit Melodie-                              | 待田堂子 | 池添隆博          | 山岸大悟          | 德岡紘平、大城勝                                                                       |
| track-02 |                     | Plasmaism                                           | 待田堂子 | 池添隆博          | 鳥井聖美          | 橋本千繪                                                                               |
| track-03 |                     | 释放吧！咚咚咚—！                                   | 待田堂子 | 森川沙耶香        | 古賀一臣          | 中野彰子                                                                               |
| track-04 |                     | 心跳!?女～孩子滿載的飄飄然游泳大賽！哦♡走光（以下略 | 待田堂子 | 池添隆博          | 蓮井隆弘          | 松永繪美、荒木彌緒、齊藤香                                                             |
| track-05 |                     | Just Awake                                          | 待田堂子 | 石平信司 池添隆博 | 岩本保雄          | 吉田巧介                                                                               |
| track-06 | Cadenza             | Cadenza                                             | 待田堂子 | 山岸大悟          | 橋本千繪          | 鳥井聖美、松林志穗美                                                                   |
| track-07 |                     | 十六夜雪洞唄                                        | 待田堂子 | 池添隆博          | 阿部雅司          | 大城勝、齋藤香、荒木彌緒 柴田淳、永作友克、松永繪美 原夕佳、稻熊一晃、菱沼義仁         |
| track-08 | Re:Climb            | Re:Climb                                            | 待田堂子 | 池添隆博          | 山岸大悟          | 大城勝、藤田榮、荒木彌緒、齋藤香 永作友克、松永繪美、原夕佳 柴田淳、廣江啟輔、稻熊一晃 |
| track-09 |                     | 絆Eternal                                           | 待田堂子 | 池添隆博          | 大矢雄嗣 角地拓大 | 大城勝、原夕佳、吉田巧介 松永繪美、廣江啟輔、荒木彌緒 稻熊一晃                         |
| track-10 |                     | 斷罪的Solitude                                      | 待田堂子 | 池添隆博          | 野亦則行          | 大城勝、藤田榮、吉田巧介 松永繪美、廣江啟輔、荒木彌緒 稻熊一晃、齋藤香、原夕佳         |
| track-11 | My Resolution       | My Resolution                                       | 待田堂子 | 池添隆博          | 池添隆博 山岸大悟 | 大城勝、松永繪美、廣江啟輔 荒木彌緒、稻熊一晃、齋藤香 原夕佳                           |
| track-12 | My Song is YOU !!   | My Song is YOU !!                                   | 待田堂子 | 池添隆博          | 池添隆博          | 永作友克                                                                               |

### 播放電視台
| ViuTV 星期日 16:30－17:00 節目 10月9日 15:00－15:30 | ViuTV 星期日 16:30－17:00 節目 10月9日 15:00－15:30  | ViuTV 星期日 16:30－17:00 節目 10月9日 15:00－15:30 |
| --------------------------------------------------- | ---------------------------------------------------- | --------------------------------------------------- |
|                                                     | show by Rock 第1-2季 （2016年9月4日－2017年2月12日） |                                                     |
| 甜心格格 （星期一至日）                             | 少年阿貝Go！Go！小芝麻                               |                                                     |

### BD／DVD
| 卷數   | 發售日         | 收錄話數       | 規格產品編號 | 規格產品編號 |
| 卷數   | 發售日         | 收錄話數       | BD限定版     | DVD通常版    |
| 第一季 | 第一季         | 第一季         | 第一季       | 第一季       |
| ------ | -------------- | -------------- | ------------ | ------------ |
| 1      | 2015年6月24日  | 第1－2話       | PCXE-50541   | PCBE-54871   |
| 2      | 2015年7月22日  | 第3－4話       | PCXE-50542   | PCBE-54872   |
| 3      | 2015年8月26日  | 第5－6話       | PCXE-50543   | PCBE-54873   |
| 4      | 2015年9月16日  | 第7－8話       | PCXE-50544   | PCBE-54874   |
| 5      | 2015年10月28日 | 第9－10話      | PCXE-50545   | PCBE-54875   |
| 6      | 2015年11月25日 | 第11－12話     | PCXE-50546   | PCBE-54876   |
| 第二季 |                |                |              |              |
| 1      | 2016年12月28日 | 第1話－第2話   | PCXE-50721   | PCBE-55541   |
| 2      | 2017年1月25日  | 第3話－第4話   | PCXE-50722   | PCBE-55542   |
| 3      | 2017年2月22日  | 第5話－第6話   | PCXE-50723   | PCBE-55543   |
| 4      | 2017年3月15日  | 第7話－第8話   | PCXE-50724   | PCBE-55544   |
| 5      | 2017年4月19日  | 第9話－第10話  | PCXE-50725   | PCBE-55545   |
| 6      | 2017年5月17日  | 第11話－第12話 | PCXE-50726   | PCBE-55546   |

### CD
| 發售日                         | 標題                                                  | 規格產品編號 |
| 第一季                         | 第一季                                                | 第一季       |
| ------------------------------ | ----------------------------------------------------- | ------------ |
| 2015年4月22日                  | Plasmagica／「」                                      | PCCG-70250   |
| 2015年4月29日                  | 徒然操縱的霧幻庵／「」                                | PCCG-70252   |
| 2015年5月13日                  | Plasmagica／「Have a nice MUSIC!!」                   | PCCG-70251   |
| 2015年5月20日                  | ShingancrimsonZ／「Falling Roses/Crimson quartet --」 | PCCG-70255   |
| 2015年5月20日                  | Trichronika／「☆Are You Ready?」                      | PCCG-70256   |
| 2015年6月3日                   | Criticrista／「Yes!」                                 | PCCG-70257   |
| 2015年6月3日                   | Plasmagica／「」                                      | PCCG-70258   |
| 2015年7月22日                  | 電視動畫原声音乐 Plus                                 | PCCG-01478   |
| 續篇＆短篇動畫製作決定記念單曲 |                                                       |              |
| 2016年4月20日                  | 徒然操縱的霧幻庵／「」                                | PCCG-70294   |
| 2016年5月18日                  | Plasmagica／「」                                      | PCCG-70292   |
| 2016年6月22日                  | Trichronika／「」                                     | PCCG-70293   |
| 2016年7月20日                  | Criticrista／「」                                     | PCCG-70295   |
| 2016年8月17日                  | ShingancrimsonZ／「Break up all this World」          | PCCG-70296   |
| Comic Market 90宣傳曲          |                                                       |              |
| 2016年8月12日                  | Plasmagica／「」                                      | BRCG-70009   |
| Short!!                        |                                                       |              |
| 2016年8月24日                  | Plasmagica／「」                                      | PCCG-70313   |
| 第二季                         |                                                       |              |
| 2016年10月5日                  | Plasmagica／「My Song is YOU !!」                     | PCCG-70329   |
| 2016年10月12日                 | Plasmagica／「」                                      | PCCG-70330   |
| 2016年10月19日                 | Criticrista／「」                                     | PCCG-70331   |
| 2016年11月9日                  | Amatelast／「Cadenza」                                | PCCG-70333   |
| 2016年11月16日                 | 徒然操縱的霧幻庵／「」                                | PCCG-70334   |
| 2016年11月16日                 | Trichronika／「」                                     | PCCG-70332   |
| 2016年11月23日                 | ShingancrimsonZ／「/Re:Climb」                        | PCCG-70335   |
| 2016年11月23日                 | ARCAREAFACT／「」                                     | PCCG-70336   |
| 2016年11月30日                 | Plasmagica／「」                                      | PCCG-70337   |
| 2016年11月30日                 | BUD VIRGIN LOGIC／「×旋律-Schlehit Melodie-/」        | PCCG-70338   |
| 2016年12月21日                 | Plasmagica／「My Resolution～～」                     | PCCG-70339   |
| 2017年1月18日                  | 電視動畫原声音乐 Plus 2                               | PCCG-01569   |

## 註腳

### 補充說明
1. ↑  僅在歌曲「Panoramatic Adventure」和網路動畫版，自「Have a nice MUSIC!!」以後由沼倉愛美接任。
2. ↑  僅在初期的3首歌曲，自以後未公開歌唱者。
3. ↑  僅在初期的3首歌曲，自「SADAME」以後由早見沙織接任。
4. ↑  僅在初期的3首歌曲，自以後由宮野真守接任。
5. ↑  僅在初期的3首歌曲，自以後由高野麻里佳接任。
6. ↑  初期3首歌曲的演唱者未公開，自以後由佐佐木未來接任。

1. ↑  支持大中華區，東南亞，南亞，中亞與大洋洲部分共39個地區

## 外部連結
- 《SHOW BY ROCK!!》| 人物 | 三麗鷗 （页面存档备份，存于）（日語）
- 《SHOW BY ROCK!!》官方網站 （页面存档备份，存于）（日語）
- 《SHOW BY ROCK!!》的X（前Twitter）（日語）
- 電視動畫《SHOW BY ROCK!!》官方網站 （页面存档备份，存于）（日語）
- 電視動畫《SHOW BY ROCK!!Short!!》官方網站 （页面存档备份，存于）（日語）
- 電視動畫《SHOW BY ROCK!!》的X（前Twitter）（日語）